# الزي التقليدي الألزاسي

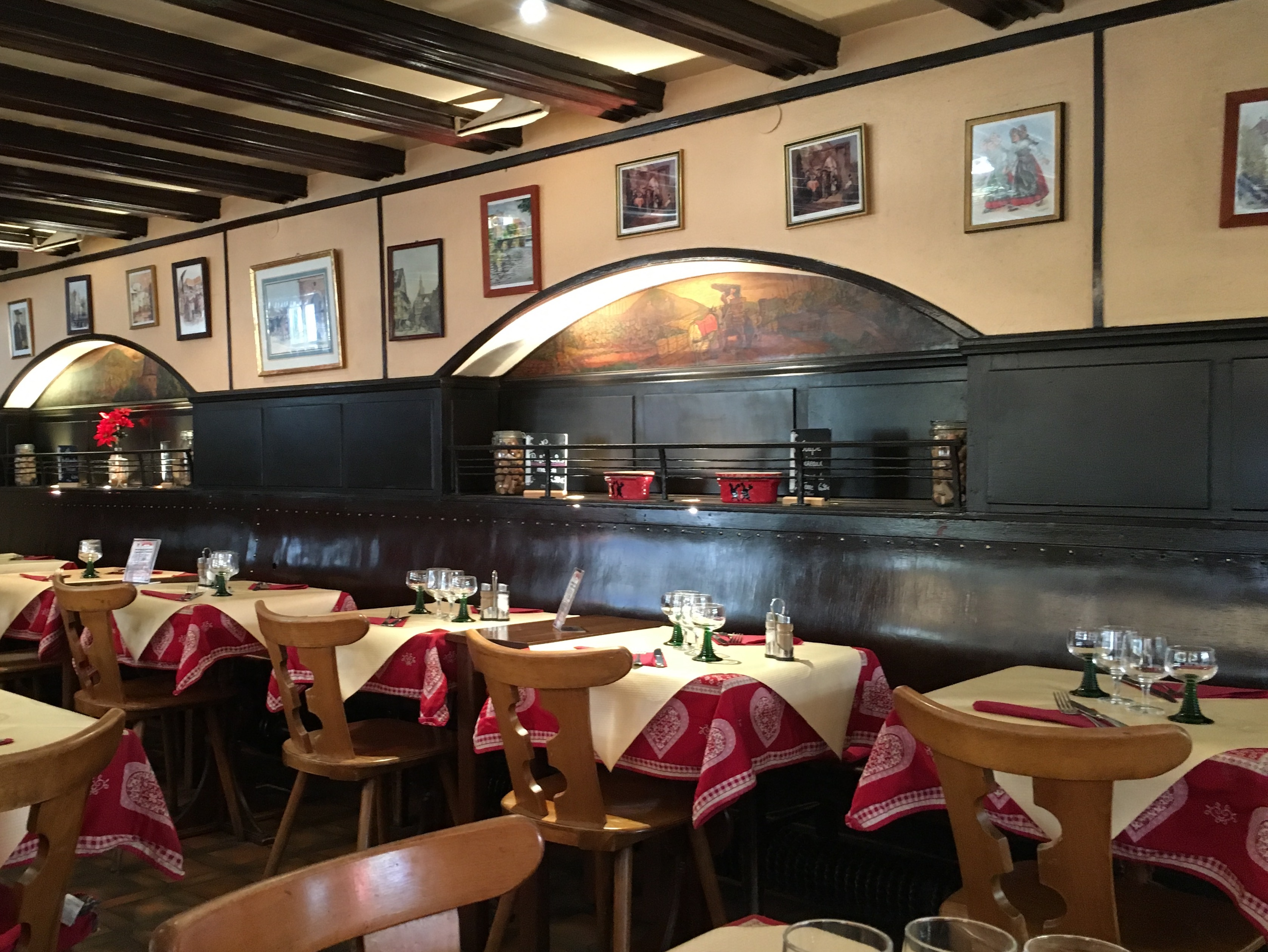
وينستوب، حانة النبيذ التقليدية في الألزاس

لم يكون الزي التقليدي الالزاسي موحدا في الاصل، كان لكل قرية أسلوبها الخاص وأغطية الرأس الخاصة بها. ومع ذلك، لا يزال هناك زي نموذجي واحد فقط في الثقافة الشعبية اليوم.
من أجل إنشاء هوية إقليمية، اعتمدت المجموعات الشعبية الألزاسية بالفعل زيًا واحدًا مشتركًا.[بحاجة لمصدر]
الزي التقليدي الألزاسي كما هو معروض في الفولكلور المعاصر، أو في الصور الشعبية، مع العقدة الكبيرة المميزة ليس سوى جانب عرضي من الزي التقليدي الألزاسي، ويعود تاريخه إلى بداية القرن التاسع عشر. لكن حرب عام 1870، التي جعلت من الألزاس أرضًا ألمانية، شهدت الظهور الخفي لكوكب صغير ثلاثي الألوان على هذا الشريط المربوط، باعتباره احتجاجًا قويًا وتعلقًا بفرنسا. منذ هذا الحدث، سوف يرمز غطاء الرأس الألزاسي مع عقدة سوداء كبيرة، والذي هو مجرد تطور زخرفي لغطاء رأس فلاح من كوتشيرسبيرغ، إلى الخصوصية الألزاسية، أي ارتباط قوي بفرنسا مع المطالبة بثقافة محلية متطورة للغاية يجب تمييزها عن الجرمانية عبر نهر الراين. ومع ذلك، فإن أغطية الرأس التقليدية الأكثر شيوعًا، بين القرنين الثامن عشر والتاسع عشر، لا تزال في شكل أقل شهرة لعامة الناس، لأنها قبعات ذات مناقير، وأكواب ذات خط مركزي. سيتم حظر أغطية الرأس ذات المنقار في عام 1793 أثناء الثورة الفرنسية، التي تعتبرها ألمانية أيضًا، كجزء من الوحدة الوطنية.
في الحياة اليومية، وبغض النظر عن الرمزية، تطور الزي التقليدي على مر العصور، وفقًا للعديد من المساهمات الثقافية التي استفاد منها الألزاس. على الرغم من صعوبة تحديد تاريخ يمثل بداية الموضة الألزاسية، والتي تشهد على وحدة ثقافية معينة، فمن الممكن ربط ظهور نمط محلي باستقرار السكان بمرور الوقت. بالنسبة إلى الألزاس، كان هذا الاستقرار قد بدأ خلال عصر الكتابة بالحروف اللاتينية حوالي 90 من قبل باكس رومانا، مع الاندماج البطيء لمختلف القبائل السلتية الأصلية واستمرار التجارة والحرف والزراعة، ثم ولادة الكروم الألزاسي في القرن الثالث. وهكذا، على الرغم من الغزو الحاسم لألمان في عام 406، وهجرة الغالو-الرومان التي ستتبع، وتوغل الهون في القرن الخامس الذي سيفسح المجال لغزو الفرنجة، استمرت الممارسات المحلية وتنمو أكثر ثراءً، وملابس الألزاسي. من توليفات المساهمات المختلفة. في الواقع، إذا لم يكن هناك أسلوب ألزاسي معاصر، بسبب قلة مصممي الأزياء المحليين وبسبب تدويل الملابس، فقد أظهر الماضي وجود خصائص واختراعات أسلوبية، خاصة في القرن الثامن عشر.في المدن الكبرى مثل ستراسبورغ. في القرن السادس عشر ستصبح التنورة علامة دينية حسب لونها وزخارفها وحجمها. وهكذا، إذا ظلت تنورة النساء الكاثوليكيات، المسماة كوت، طويلة حتى الكاحل، فإن تنورة البروتستانت اللوثرية، الصخرة، يتم تقصيرها لتكشف عن التنورة الداخلية التي يزيد ارتفاعها عن 10 سم. ابتداءً من عام 1830، سيرتدي البروتستانت التنورة الخضراء أو الزرقاء أو الحمراء، بينما يرتدي الكاثوليك التنورة الحمراء الفوة. حداد أسود مخملي يوقع الحداد.

## زي النساء
بالنسبة للنساء ، فإن الملابس هي في الغالب بلوزة من الكتان الأبيض ومئزر أسود يتم ارتداؤه فوق تنورة ملونة. هذا يختلف باختلاف الدين. سترتدي المرأة الكاثوليكية الألزاسية «كوت»، وهي تنورة حمراء طويلة، بينما ترتدي المرأة البروتستانتية الألزاسية «صخر»، باللون الأخضر أو الأزرق أو الأحمر أو الأرجواني حسب التقويم الليتورجي.

## غطاء الرأس التقليدي
يعتبر غطاء الرأس ذو القوس الكبير أيضًا أحد القطع المركزية في الملابس الألزاسية. أما الفستان فتختلف التفاصيل حسب الدين.
يرتدي البروتستانت عقدة سوداء معقودة، تتوقف جوانبها عند ارتفاع الكتف، بينما بالنسبة للكاثوليك، تنزل جوانب غطاء الرأس حتى الخصر.
الفتيات غير المتزوجات يرتدين أقواس الشريط الفاخرة.
لإمتاع الزوار، تسمح العديد من المدن الألزاسية بانتظام بالإعجاب بهذه الأزياء خلال مهرجانات القرية أو عروض الرقص الشعبي.

### زي الذكور:
البدلة الرجالية أبسط: صدرية حمراء فوق قميص أبيض مع بنطال أسود هي أهم عنصر. ملحوظة: يشير عدد الأزرار الذهبية المطرزة على الزي إلى مستوى ثراء مرتديها
  في نسخته التقليدية من منطقة ستراسبورغ، يتم استخدامه لأحداث الفولكلور وعروض موسيقى البلوز. يتميز بغزارة من الأزرار الذهبية، ما بين 60 و 70 حسب ثروة مرتديها.
- قبعة واسعة الحواف من اللباد الأسود
- بنطلون أسود مع 5 أزرار ذهبية من الخارج
- سترة سوداء بأزرار ذهبية
- عبرت صدرية حمراء
- قميص أبيض مع جديلة سوداء مربوطة عند الرقبة

أخيرًا، ترتدي النساء الألزاسية مئزرًا غنيًا مزخرفًا مصنوعًا من الحرير الصيني بألوان جميلة متعددة الألوان. وتتغير أغطية الرأس بشكل ملحوظ بمرور الوقت. لقد انتقلوا بالفعل من شالات كبيرة إلى قبعات مطرزة بالذهب، إلى أقواس سوداء مشهورة مزينة بالدانتيل.
يمكن أن تصل هذه العقد السوداء إلى ثلاثة أقدام في جناحيها. من ناحية أخرى، كانت هذه الفراشات الكبيرة غير مريحة للحمل، وعادة ما تستخدمها الفتيات الصغيرات أو كبار السن.